# Одна из нас (Остаться в живых)
«Одна из нас» (англ. One of Us) — 16-й эпизод третьего сезона телесериала «Остаться в живых» и 65-й во всём сериале. Премьера эпизода состоялась 11 апреля 2007 года на канале ABC. Сценарий эпизода написали Карлтон Кьюз и Дрю Годдард, а его режиссёром стал Джек Бендер. Название эпизода является не только отсылкой к эпизоду второго сезона под названием «Один из них», но и основной темой эпизода, так как Джек пытается убедить остальных выживших, что Джульет — «одна из нас», а не Другая.
Центральный персонаж серии — доктор Джульет Бёрк (Элизабет Митчелл). Воспоминания персонажа показывают, как она попала на Остров и почему она изначально туда отправилась. Будучи на острове, Джек Шепард (Мэттью Фокс), Кейт Остин (Эванджелин Лилли), Саид Джарра (Навин Эндрюс) и Джульет отправляются обратно в лагерь, а у Клэр Литтлтон (Эмили де Рэвин) начинается таинственная болезнь. Эндрю Дивофф, Уильям Мэйпотер, Бретт Каллен и Нестор Карбонель вновь появляются в ролях Других: Михаил Бакунин, Итан Ром, Гудвин и Ричард Алперт. События на Острове в этом эпизоде происходят в период с 13 декабря по 15 декабря 2004 года.

## Сюжет

### Воспоминания
Джульет прибывает в аэропорт вместе со своей сестрой, где Ричард Алперт и Итан Ром должны будут сопровождать её весь оставшийся путь. Джульет прощается со своей сестрой Рэйчел, обещая вернуться до рождения ребёнка. В терминале аэропорта, Алперт наливает успокоительное в стакан с апельсиновым соком и даёт его выпить Джульет, объясняя, что поездка будет напряжённой. Джульет опасается. Алперт говорит ей, что место, куда она направляется, очень особенное, и что у неё есть дар, с помощью которого она сможет сделать что-то значимое. Она выпивает сок и засыпает. Она просыпается на борту подводной лодки,  будучи связанной ради безопасности.
Она выходит из подлодки на пристань, где её встречает Бен Лайнус. Позже показывают, как Джульет проводит операцию, вместе с Итаном и Гудвином (Бретт Каллен), на беременной пациентке Сабине, во время которой она умирает; Гудвин успокаивает её. Джульет встречается с Беном и рассказывает ему свою теорию, что проблемы с беременными женщинами возникают во время зачатия. Она хочет проверить эту теорию, прося, чтобы одна женщина зачала ребёнка не на острове, но Бен отказывается кого-либо отпускать с острова. Когда Джульет говорит ему, что больше ничего нельзя сделать, и просит отпустить её домой, чтобы быть со своей сестрой, Бен сообщает Джульет, что у её сестры опять появился рак. Он предлагает ей выбор: либо Джульет может уйти домой и быть с сестрой, когда та умрёт, либо она может остаться и он тогда попросит Джейкоба излечить её сестру.
Позже мы видим, как Джульет лежит в постели с Гудвином. Потом она смотрит на рентгеновские снимки позвоночника Бена и понимает, что у Бена опухоль. Она идёт к нему и обвиняет его в том, что он солгал насчёт Рэйчел. Он отрицает это и отказывается отпустить её домой. На следующий день, сразу после крушения рейса 815, Бен отводит Джульет на станцию Пламя, чтобы увидеться с Михаилом. Бен говорит Михаилу, что ему нужна информация обо всех пассажирах самолёта, затем просит его организовать прямое включение. На экране показывают газету с текущей датой, 22 сентября 2004 года, затем следует кадр с Рэйчел, играющей со своим ребёнком (Рэйчел назвала своего сына Джулианом, предположительно в честь Джульет) на детской площадке, и Бен объясняет, что рак полностью исцелён. Финальный флэшбек показывает Джульет и Бена, обсуждающих свои планы до событий «Брошенных». Бен говорит ей приковать себя наручниками к Кейт и сказать ей, что её бросили. Он также говорит ей, что «имплантат» Клэр был «активирован», и что Клэр станет плохо от этого. Джульет должна будет использовать препараты, оставленные в тайнике, чтобы вылечить её и втереться в доверие к выжившим; Бен даёт ей противогаз и уходит.

### На Острове
Джек Шепард, Кейт Остин, Саид Джарра и Джульет Бёрк отправляются обратно в лагерь на пляже. Остановившись на ночлег, Джек рассказывает Кейт про сделку, которую он заключил с Беном Лайнусом (Майкл Эмерсон). Саид пытается допросить Джульет, но вмешивается Джек и защищает её. В лагере на пляже, Чарли Пэйс (Доминик Монаган) слышит крики малыша Клэр Литтлтон, Аарона, и будит Клэр. Клэр говорит, что она плохо себя чувствует, так что Чарли предлагает присмотреть за Аароном. Джеймс «Сойер» Форд (Джош Холлоуэй) видит, как возвращаются Джек, Кейт и Саид. Хотя он и рад их возвращению, он выражает своё недовольство при виде Джульет.
Хьюго «Хёрли» Рейес (Хорхе Гарсиа) заводит диалог с Джульет. Джульет догадывается, что Хёрли послали присматривать за ней. Он говорит ей, что последний Другой, который приходил к ним, Итан, был убит и похоронен неподалёку.
В эту же ночь Джек рассказывает всем, что он доверяет Джульет, и что этого должно быть достаточно, но Саид не соглашается. Джек продолжает объяснять, что Джон Локк взорвал подводную лодку, которая должна была отвезти его домой. Внезапно Клэр падает и у неё начинает течь кровь изо рта и носа. Джульет отводит Джека и Кейт в сторону и говорит им, что она знает, что не так с Клэр, поскольку она виновата в этом. В лагере Джульет объясняет, что иммунная система Клэр настроилась против неё из-за скрытой реакции на лекарства в её кровотоке. Джульет разработала это лекарство, чтобы сохранить Клэр жизнь во время беременности. Её привезли на остров, чтобы выяснить, почему женщины не могут иметь детей. Тело матери относится к беременности как к иноземному захватчику и иммунная система атакует; все беременные женщины на острове всегда умирали. Клэр стала первой, кто выжила, хотя она проявляла некоторые симптомы.
Джульет объясняет, что у Итана был тайник с сывороткой неподалёку от лагеря. Она идёт в джунгли и забирает сыворотку, но за ней следовали Саид и Сойер, и они требуют ответов. Джульет говорит им, что на это нет времени, и понимая, что они не собираются сдаваться, она защищается и говорит, что ей интересен тот факт, что они являются полицией нравов в лагере, учитывая их насильственное прошлое. Она приносит сыворотку на пляж и даёт её Джеку. Он предупреждает её, что если с Клэр что-нибудь случится, он больше не сможет защитить её от выживших, и что она будет одна, на что Джульет отвечает, что она уже одна. Вскоре Клэр просыпается. Она чувствует себя намного лучше, и выглядит также. Джульет встала на путь к доверию выживших. Джек приносит ей припасы, чтобы установить ей палатку, и говорит ей, что в конечном счёте всем будут нужны ответы. Джульет спрашивает, почему Джек доверяет ей и не просит ответов. Он говорит, что это потому, что когда подлодка взорвалась, он увидел в её глазах, что она больше всего на свете хотела покинуть остров. Это делает её «одной из нас». Во время создания своей палатки Джульет оглядывается вокруг лагеря, вспоминая последний разговор с Беном, и связывает последний двойной узел, когда Джек улыбается ей.

## Производство
«Одна из нас» стал девятнадцатым эпизодом, снятым Джеком Бендером. Сценарий к самому эпизоду написали Карлтон Кьюз и Дрю Годдард; это стало их первой совместной работой.
Как обычно, сцены на пляже (лагерь выживших) были сняты на пляже Папа’илоа на Оаху, в то время как сцены на острове — на ранчо Вайалу Маука. Наружные сцены возле охраняемого здания Mittelos были отсняты на студиях Honolulu Advertiser Production и Distribution Building, а большая часть сцен, показывающих лагерь Других — на Киностудии Гавайи, за исключением казарм, которые были сняты в лагере YMCA Erdman, в то время как сцены в субмарине — внутри SS-287, которая расположена возле Мемориала линкора «Аризона». И вновь в этом эпизоде звучит песня Петулы Кларк «Downtown», которую использовали в сценах воспоминаний; она ранее была использована в эпизоде «Повесть о двух городах».

## Реакция
«Одну из нас» посмотрели 12.09 миллионов американских зрителей, что делает «Остаться в живых» двадцатой самой просматриваемой программой недели. «Остаться в живых» обогнал сериал канала CBS «C.S.I.: Место преступления Нью-Йорк» на 53 % в рейтинге возрастной категории 18-49, что стало самым большим залогом победы «Остаться в живых» над «C.S.I.». Рейтинги также возросли по сравнению с предыдущим эпизодом, а также улучшили временной интервал благодаря 5.7 миллионам зрителям в ту же ночь в прошлом году. «Остаться в живых» стал пятой самой просматриваемой программой недели в рейтинге возрастной категории 18-49, собрав у экранов 5.2 миллионов зрителей. В Великобритании эпизод привлёк внимание 1.09 миллион зрителей, при этом став второй самой просматриваемой программой недели на неэфирном телеканале, уступив лишь «Футбола Кубка Англии».
Обозреватель Крис Каработт из IGN оценил эпизод на 8.7 из 10, комментируя, что «Одна из нас» был «ещё одной прекрасной работой постоянного режиссёра „Остаться в живых“ Джека Бендера, который заслуживает уважения за то, что он принёс нам некоторые из лучших эпизодов сериала. Бендер руководил созданием „Поход“, „Человек науки, человек веры“, а также лучший в этом сезоне эпизод, „Человек из Таллахасси“».
Митчелл выдвинула серию на участие на 59-й церемонии премии «Эмми» в категории лучшая женская роль второго плана в драматическом сериале.